# ريتشارد روسي
ريتشارد روسي (بالإنجليزية: Richard Rossi)‏ (2 مارس 1963، بيتسبرغ في الولايات المتحدة)؛ كاتب سيناريو، ممثل، مقدم برامج إذاعية، مخرج أفلام وروائي أمريكي.

## روابط خارجية
- ريتشارد روسي على موقع IMDb (الإنجليزية)
- ريتشارد روسي على موقع أول موفي (الإنجليزية)
- ريتشارد روسي على موقع قاعدة بيانات الفيلم (الإنجليزية)
- ريتشارد روسي على موقع كينوبويسك (الروسية)